# Montero
Montero es un municipio y una ciudad de Bolivia, capital de la provincia de Obispo Santistevan en el departamento de Santa Cruz. Situada en el corazón agroindustrial de Bolivia, a 50 km de la ciudad de Santa Cruz de la Sierra, es la mayor capital provincial del país con 127.544 habitantes (según el Censo INE 2012).
Así mismo es la segunda ciudad más poblada e importante del departamento de Santa Cruz, sobrepasada por Santa Cruz de la Sierra y sucedida por Warnes.
Conocida por su industria azucarera, esta ciudad es el centro agrícola y cañero donde funciona el Ingenio Azucarero "Guabirá", mayor productor de azúcar y alcohol del país.
Por ley del 4 de diciembre de 1912 se le dio el nombre de Montero, en reconocimiento a la actuación del coronel Marceliano Montero durante la Guerra de la Independencia y la batalla de Ingavi. Hoy Montero tiene el título de ciudad por disposición de Ley del 3 de diciembre de 1986.
Con un intenso comercio y actividad bancaria, esta ciudad se encuentra a una altitud de 298 msnm, y su mancha urbana tiene una superficie aproximada de 19 km².
Montero también se caracteriza por tener un crecimiento poblacional más elevado que cualquier otro municipio del departamento de Santa Cruz. La plaza principal de Montero se denomina "2 de Diciembre" en homenaje a la fecha de creación de la provincia Obispo Santistevan.

## Historia

### Periodo precolombino
Era un área habitada por tribus nómadas, cazadores o recolectores de frutos vegetales. Uno de esos grupos fueron los Aruvage procedentes de la Cuenca amazónica, una fracción de esa tribu fue la Chané.

### Época colonial
Según referencias históricas del Rvdo. Padre de Alcalá, el área "Piray Guapay" era conocida como los "campos de Grigotá", que fue explorada durante el siglo XVI por una expedición española dirigida por el conquistador español Domingo de Irala, procedente de Asunción del Paraguay. Su lugarteniente, también español, Ñuflo de Chaves hizo una segunda expedición. 
La tercera expedición, del Virreinato del Perú, fue encabezada por Andrés Manzo (el apellido también se escribe Manso). Es así que se inicia la fundación de diferentes centros poblados.

### Consolidación de la conquista española
El 26 de febrero de 1614 o 1616 se fundaron Vallegrande, Samaipata y Comarapa. En 1664 se fundó Porongo, en 1664 Santa Rosa (fundada por los jesuitas), así como Buena Vista; habiéndose descartado ubicaciones temporales, en la Enconada, Azuzaqui y Palometa.

### Fundación
La localidad de Portachuelo fue fundada en 1765, su jurisdicción incluye a Paurito y la Víbora (denominación que se da en la época al área donde está localizada la actual ciudad de Montero). En 1775 nació Marceliano Montero, hijo de José Manuel Montero y Manuela Parada.
En 1800, Juan R. Subirana, español, llegó a América y en 1813 llegó al pueblo de Santa Cruz de la Sierra. En 1820 abandonó Santa Cruz internándose en las rinconadas de Chané y llegó a la cañada de los Lobos donde se asentó junto a su familia y erigió un oratorio, denominado Oratorio de la Víbora. Luego en 1840, el religioso José R. Hurtado informó de la existencia de un villorrio rústico, con la presencia de gran cantidad de feligreses.
- 1830 - 1840 se establece el 31 de agosto (Día de la festividad de San Ramón) en un pequeño villorrio en el área de estudio.
- 1849 se fundó Warnes. (La Enconada).
- 1857 El villorrio de San Ramón tenía 400 a 500 ha
- 1890 Se conoce del levantamiento del primer plano de la comunidad.
La población era de 26 viviendas en 1891. El 10 de enero de 1893 se construyó la "Santa Iglesia Parroquial de San Ramón de la Víbora", y en 1896 se inició la apertura de calles, distribución de lotes, se incrementó la población y su comercio.

### Primera mitad del siglo XX
En 1907 se comenzó a construir el nuevo templo que fue inaugurado el 21 de marzo de 1909. El 4 de diciembre de 1912 se cambió por ley promulgada durante el gobierno de Eliodoro Villazón el nombre del vicecantón de San Ramón de la Víbora por el de Montero, elevándolo también a categoría de cantón.
En un borrador de decreto supremo se consigna que Montero está ubicado a 12 leguas de Santa Cruz de la Sierra y 31 leguas de Portachuelo; que su población oscila entre 800 y 1.000 personas y la población del cantón es de 5.000 hab.; su población escolar es de 64 alumnos y 40 alumnas; la comunicación telegráfica es para la ciudad de Santa Cruz, con una producción de 3.000 arrobas anuales de azúcar y 4.000 fanegas de arroz.
En 1917 Montero contaba ya con una escuela municipal.
En 1922 la población llegaba a 15.000 habitantes, contaba con 2 médicos y 3 profesores, había casas comerciales y oficina de correo.
La dependencia político administrativa de MONTERO fue una primera fase de Portachuelo y posteriormente de Warnes, pero en 1923 se conforma la primera Junta Municipal lo que independiza a tomar decisiones sobre el poblado en forma directa. 
En 1930 se inauguró la carretera Santa Cruz de la Sierra - Montero y se conforma la Junta Rural del Norte, así como se elabora un plano de Montero, con un radio urbano de 1250 m medido desde la Esq. de la plaza en forma radial.
En 1931 José Cronenbold Suárez mediante un motor accionado a vapor de caldera, vende energía eléctrica a pobladores y a pequeñas industrias establecidas en la comunidad.
En 1933 Mercedes Paz, feligresa de Santa Cruz, donó a la Viceparroquia de San Ramón de la Víbora la imagen de la patrona del pueblo, que aún se conserva.
Se instala la primera tenería (Curtiembre de cueros, perteneciente al Sr. Paz y Freerking).
El sistema de provisión de agua potable era por medio de norias instaladas en casas, y la calle Warnes era la única calle del Pueblo.
El 25 de noviembre de 1941 el Congreso Nacional creó de la provincia Obispo Santisteban.
El 22 de agosto de 1943 se creó la nueva parroquia Nuestra Señora de las Mercedes.
En el año 1945 se crea la escuela de niños Víctor Salvatierra y en 1949 la escuela de niñas Elvira Frías.
En 1949, el Ingenio "La Esperanza" había iniciado su producción con una capacidad de 542 t de azúcar. Mientras La Bélgica lo hizo en 1952.
Se advierte una fuerte y desordenada migración de diferentes puntos del país; alrededor de Montero fue incrementándose una liberal urbanización.
En 1950 un centro agropecuario señala que, a nivel del área de estudio la tenencia de latifundios era de 1.800 ha, aunque sus propietarios, por razones de mercado y escasez de mano de obra, sólo cultivaban un promedio de 26 ha. En 1956 el agrimensor teniente Ángel del Águila Camacho fue enviado por el gobierno a organizar su estructura urbana y rural por la reforma agraria, homologando el futuro crecimiento urbano.

### Etapa posterior a 1950
Se registra una población de 3.853 Hab. y una población urbana de 3.713 habitantes.
- Se construye un local para que funcionen los motores generadores de energía eléctrica que se inaugura el 7 de febrero de 1950.

- Se resolvió llevar adelante el proyecto de la C.B.F. en la provincia Obispo Santistevan; Juan Parada Mercado donó tierras en una extensión de 400 ha y se llama a propuesta de provisión de maquinarias del Ingenio Guabirá.

- Se construye la escuela Muyurina equipada por el gobierno de Estados Unidos, el 20 de marzo de 1954, en las tierras expropiadas a la familia Paz.

El 17 de julio de 1955 se funda la institución pionera de los cañeros "Asociación de Cañeros de Guabierá" fueron 67 pequeños cañeros de la zona que ampliaron sus cultivos.
- La inauguración y la puesta en marcha del Ingenio fue el 6 de julio de 1956. La Esperanza producía 542 t; La Bélgica comenzó en 1952.

- 12 de abril de 1957, funciona la Escuela Metodista su fundador Rvdo. Robert Cowfield.

- La colonia Okinawa se establece en 1958 con migrantes japoneses, que expanden el cultivo del arroz.

- Llegan los primeros misioneros religiosos metodistas que desempeñan un papel fundamental en la educación y en el colegio de Muyurina que era de tipo técnico organizado por el SAI, pasa a depender de "Don Bosco" (salesianos) con el objetivo de proveer bachillerato agropecuarios.

Y en esa época la población de Montero creció a 6.140 habitantes. Es así que se comienza a estructurar el centro urbano dándose la conclusión de la circunvalación en forma asfaltada, efectuado por la Corporación Boliviana de Fomento (CBF).
Jorge Nieme A. dona un área para el cementerio (Noreste).
El 19 de noviembre de 1960 se inaugura la onda media de la Radio Oriental. 
Agua potable 1962. Se construye un tanque con capacidad de mil m³ y una red de cañería de 39.050 m. 
En 1962 fue inaugurado el Hospital Guabirá con 25 camas y un quirófano.
Se formó la "Cooperativa Agropecuaria Montero Ltda." y en 1966 nace la "Asociación de Cañeros Mercedes" con 50 socios.
- 1968 Debido al alto porcentaje de desnutrición, fue inaugurado como centro ecuménico de rehabilitación nutricional de niños, mediante una internación adecuada de dos meses, recibiendo una dieta adecuada.

En julio de 1968 se inaugura la primera central telefónica con capacidad de 500 líneas.
- El 12 de julio de 1972 se comienza los trabajos de la construcción de la Av. circunvalación Oeste.

- 13 de agosto de 1972 se inaugura el maternológico anexo al H.G.AG.R.

- 1974. La producción de algodón y soya alcanza niveles importantes.

- En el sector industrial, se instala 3 desmontadoras, una fábrica de bebidas gaseosas, una fábrica de aceite crudo vegetales y otras industrias menores.

- En los últimos años de la década de 1970 reducen o paralizan su actividad ciertas industrias (desmontadoras, fábricas de aceite, etc.) e igual fenómeno se registra en el campo agropecuario (algodón).

En 1975 se creó el Himno a Montero, bajo la inspiración del Prof. Godofredo Núñez Chávez, estrenado en un solemne acto.
- Se eleva el número de asentamientos de pobladores en Montero.
- Se dota de servicios sanitarios, pavimentación y comunicación.
- Desplazamiento de la población tradicional y se reemplaza por poblaciones de migrantes.
- Diversificación de la producción agrícola y agroindustrial.
- Ensanchamiento de la frontera agrícola.

## Geografía
Montero se encuentra en el clima monzónico cerca al borde oriental de la Cordillera Oriental de los Andes. La región estaba cubierta por sabana húmeda/bosque monzónico antes de la colonización, pero ahora es mayormente tierra cultivada.
Su temperatura media es de 24,5 °C con clasificación climática del tipo subhúmedo seco, siendo julio el mes más frío del año y diciembre el mes más cálido.
La ciudad se encuentra a una altitud de 298 msnm sobre el margen derecho del río Piraí, que luego desemboca en el río Yapacaní.

## Demografía
De acuerdo con el censo boliviano de 2024, la población del municipio de Montero es de 127 544 habitantes.
La población del municipio aumentó más del doble entre 1992 y 2024:
| Año  | Habitantes (municipio) | Fuente |
| ---- | ---------------------- | ------ |
| 1992 | 58.569                 | Censo  |
| 2001 | 89.341                 | Censo  |
| 2012 | 109.518                | Censo  |
| 2024 | 127.544                | Censo  |

## Coronel Marceliano Montero
Nacido en la localidad de Saipurú, en la actual provincia de Cordillera, a fines del siglo XVII. Se alistó en el ejército de Ignacio Warnes cuando este era gobernador de Santa Cruz de la Sierra.
Su primer combate fue en 1816 en Batalla de El Pari, donde murió el coronel Warnes. Posteriormente el coronel Montero partió al norte de Argentina y peleó a las órdenes del general José de San Martín, a cuyas órdenes participó en Chile en las batallas de Maipú y Chacabuco. También lo hizo y en las de Junín y Ayacucho con Simón Bolívar y Antonio José de Sucre.
En la Batalla de Ingavi el coronel Montero comandó 140 jinetes de la primera fracción de la caballería, que era una de las fuerzas de José Ballivián (Presidente de la República), arrollando a los batallones peruanos comandados por Agustín Gamarra, por lo que fue ascendido de grado y declarado héroe nacional.
Aparece citado en la historia de Bolivia, como subprefecto de la provincia Cordillera, en la época de los alzamientos de indios en Abatires y Guayaca.
El gobierno municipal de Montero, mediante ordenanza de 15 de noviembre de 1988, instruyó el día 18 de noviembre, día de la Batalla de Ingavi, como fecha memorable y de homenaje al coronel Montero.

## Transporte
Montero se encuentra a 48 kilómetros por carretera al norte de Santa Cruz de la Sierra, la capital departamental.
Por Montero cruzan las rutas troncales nacionales Ruta 4 y Ruta 10. La Ruta 4 de 1657 km de longitud atraviesa Bolivia en dirección este-oeste desde la frontera chilena hasta la frontera con Brasil, y conduce desde Montero hacia el sur vía Warnes hasta la capital del departamento, Santa Cruz de la Sierra. La Ruta 10 tiene una longitud de 774 kilómetros y también corre en dirección este-oeste, tocando los suburbios del norte de Montero hasta llegar a la frontera con Brasil a través de San Ignacio de Velasco.

## Junta Municipal
Son personas representativas elegidas por el pueblo, cuyo valor es trascendental para el Gobierno Municipal, planificando la labor del H. Alcalde Municipal; para la población que los elige y para aquellos que los representan.
La primera Junta Municipal fue:
- Dr. Abel Ortiz Eguez
- Isaías Parada
- Antonio José Ortiz Suárez
Que toman decisiones sobre administración que eran centralizadas a Warnes.

### Reconstrucción del Oratorio o Capilla de la Víbora
Manuel José Subirana, reconstruyó el oratorio dándole más tamaño en el lugar tradicional, con las siguientes medidas: 10 varas de ancho, 5 varas de alto, con material de tabique y techo de motacú (1869).
Virgen de las Mercedes
En el año 1908 fue traída desde Santa Cruz por devoción de Octavia Vargas, esposa de Isaías Parada y en 1943 se convirtió en Patrona de la Parroquia Nuestra Señora de las Mercedes, antes vice Parroquia de San Ramón de la Víbora.

## Lienzo histórico-religioso de Montero
1850 Se funda un oratorio, usado por catequistas venidos de Bibosi (Saavedra) y en ocasiones algún vicario, que se construye en 1870. Con el tiempo, el pueblo fue nominado San Ramón de la Víbora.
1902 El 23 de noviembre, el Padre R. Viveros designó la vice-parroquia, llamándola San Ramón de la Merced.
1904 El 16 de diciembre el Padre E. Ayala designó el templo como San Ramón del Bibosi.
1912 El 4 de diciembre el gobierno de Eliodoro Villazón, cambió el nombre de San Ramón por el de Montero.
1986 El 2 de diciembre se decretó la institución de la fiesta patronal del pueblo ya convertido en ciudad.

## Junta Rural del Norte
Fundada el 12 de diciembre de 1914. Es una de las más importantes instituciones de carácter regional que llegó a integrar a las provincias, con objeto de defender y fomentar la agropecuaria, quienes gestionaron la instalación del Banco Agrícola, Suc. de la Mc Donald (Imp. Máquinas).
Montero en su historia fue denominada con diferentes nombres. Antes era llamada Monte de la Víbora por una cañada que se asemejaba una víbora en movimiento, otra rareza del villorrio en toda su integridad. También fue conocida como San Ramón de la Víbora en honor del fundador R.P. José Ramón Hurtado. El nombre actual fue adoptado en homenaje al coronel Marceliano Montero, héroe de la batalla de Ingavi que fue oriundo de este pueblo y vecino de Naranjal.

## Reseña del Santo Patrono
San Ramón Nonato: Ramón es lo mismo que Raimundo y significa Consejero, NONATO significa No Nacido y el niño en efecto no nació, sino que lo sacaron del vientre de su madre, que había fallecido un día antes, en Portell un pueblo de la provincia de Lérida (España), en el año 1204.
- Aunque pertenecía a una familia noble y acomodada, en su juventud fue pastor, salió a guiar un rebaño, pasto la ermita de San Nicolás en la que se veneraba a la Virgen. Sé que la misma Virgen le indicó su deseo que ingresara a las 64 Orden de los caballeros de la Merced. Este Santo enriqueció su orden de los Caballeros de La Merced. Este Santo enriqueció su orden, quien una vez confesó "Siento que he nacido para redimir cautivo".

A partir de aquel momento caminó de pueblo en pueblo, pidiendo al poderoso para socorrer al pobre su idea para fundir el oro y la plata para la caridad, pues, decía "es más justo salvar un alma que adornar un altar".
Estuvo en África, liberando a los desdichados, lo sometieron al trabajo, sol pero sus ansias de prédica crecían, le taladraron los labios con hierro candente y se la cerraron con un candado.
Lo liberaron de su cautivo los hermanos mercenarios, portadores del rescate, regresó a España a su tierra Barcelona en 1234. Gregorio IX lo elevó a la dignidad de Cardenal, pero se negó a vestirse de púrpura. 1240 lo llaman a Roma el mismo Pontífice y por obediencia emprendió ese rumbo, pero al llegar a Cardona se enfermó y murió el 31 de agosto de 1240, sepultado en la Capilla de Portell. Es patrono de obras Eucarísticas y de los encarcelados.